# 上ネッカー線
上ネッカー線（うえネッカーせん、ドイツ語: Obere Neckarbahn）はバーデン＝ヴュルテンベルク州シュトゥットガルト近郊であるプロヒンゲンとドナウ上流にあるイメンディンゲンを結ぶ幹線鉄道である。特にプロヒンゲン - テュービンゲン区間はシュトゥットガルト - プロヒンゲン区間と合わせて「ネッカー＝アルプ鉄道（Neckar-Alb-Bahn）」とも呼ばれている。

## 沿線概況
この路線は主にネッカー川を平行に伸びているが、ニュルティンゲン - テュービンゲン間でシュヴァーベンアルプス山脈を貫通する。プロヒンゲン - テュービンゲン区間は完全に電化されて、複線の線路が活用されている。他の路線はヴェンドリンゲン駅、ニュルティンゲン駅、メッツィンゲン駅、ロイトリンゲン駅で接続する。
プロヒンゲン - ヴェンドリンゲン区間の信号機はプロヒンゲンの連動装置によって制御されている。ロイトリンゲンには電子信号所もあり、それ以外の場合、リレーインターロック方式が活用されている。
ホルプ駅の前にゴイ線がこの路線に合流する。ロトヴァイルで列車はネッカ川から離れ、支流のプリム川に平行に走行する。ロトヴァイル - トゥトリンゲン区間は大ホイ山（Großer Heuberg）の山裾を貫通する。バルクハイムで列車はライン＝ドナウ分水界を通過し、ドナウ川支流のファウレン渓流及びエルタ川に沿ってトゥトリンゲン駅に向かう。この路線は西南側に続き、イメンディンゲン駅でバーデン・シュヴァルツヴァルト線と合流する。

## 歴史

### ヴュルテンベルク王立鉄道時代
プロヒンゲン - トュービンゲン間の最初セクションは、1859年にヴュルテンベルク王立鉄道（Königlich Württembergische Staats-Eisenbahnen, K.W.St.E）が開通したプロヒンゲン - ロイトリンゲン区間である。 
1861年10月15日、上ネッカー線はテュービンゲン経由でロッテンブルクまで、1864年11月1日にアイアッハまで、1866年12月1日にホルプ（ネッカー）までそれぞれ延長された。テュービンゲンからホルブに向かう路線は、今でも上ネッカー鉄道と呼ばれている。ネッカ川に沿ってこの路線を続いて建設するのは技術的問題はなかったものの、プロイセン領土であったホーエンツォレルンの通過問題の理由でプロイセンの許可が必要であった。1865年3月プロイセンとヴュルテンベルクの間に延伸区間の建設を規律する条約が締結された。1867年10月8日に王立鉄道はホルプ - タールハウゼン旧駅間を、1868年7月23日にはタールハウゼン旧駅 - ロトヴァイル間を開通した。
一方、バーデン王国との条約でヴュルテンベルクは1865年建設中のバーデンシュヴァルツヴァルト線をこの路線と接続することを法的に確立した。それでヴュルテンベルクではこの路線の延長とロトヴァイル - フィリンゲン区間の新設も行われた。1869年7月15日、ロトヴァイル - トゥトリンゲン間の列車通行は実現された。トゥトリンゲンからドナウ川に沿ってバーデンの境界のイメンディンゲンに至る区間は、1870年7月26日に完工した。その区間の開通で1870年からシュトゥットガルトからボーデン湖の西側まで列車旅行が可能となった。 
1899年10月18日に二番目の線路がプロヒンゲン - ヴェンドリンゲン間で設置された。1902年10月にロイトリンゲンまで複線線路が備えられた。以後テュービンゲンまで複線区間が拡張された。一方シュトゥットガルト - ホルプ区間の開通以後シュトゥットガルト - トゥトリンゲン間の走行時間は3時間まで短くなり、1900年から特急列車はシュトゥットガルト - イメンディンゲン区間で毎日3往復で運行された。この路線は貨物輸送で重要な意味を持って、1897年40万トンの商品が輸送されるほどであった。初期にはゴイ地帯から農産物がシュトゥットガルトに送られて、工業の発展で工業生産品もこの路線を通じて運搬された。

### ドイツ国営鉄道時代
1920年代からヴュリテンベルク自由人民自治州 (freier Volksstaat Würtemberg) はこの路線の複線化と改良を実行した。その目的はベルリン発スイス、イタリア行きの国際列車をゴイ線の経由で運行することとフランスとの交戦時ライン谷線の代わりにこの路線を使って、兵力及び物資輸送を断絶させないことだった。
1934年5月15日トゥトリンゲン - ハーティンゲン間連結線は断線で開通された。一方、プロヒンゲン - テュービンゲン間は1934年10月1日まで電化された。1941年戦争中で改修作業が中止になるまで、帝国鉄道はオーバーンドルフ (ネッカ) 周辺の2.3 km区間の例外にしてシュトゥットガルト - トゥトリンゲン間を複線化した。その連結線と複線化でシュトゥットガルト - ジンゲン区間の鉄道は効率的になって、列車がイメンディンゲンを経由し、そこで運行方向を変わる必要もなくなった。1945年2月までホルプ - トゥトリンゲン区間は大きな破壊されなかったが、重要な駅施設は連合軍の空襲で大きい損傷を受けた。

### ドイツ連邦鉄道時代
1946年当時エルゲンツィンゲン - ハティンゲン区間はフランスの管理下にあった。フランスは線路の復旧で権利を行使し、ホルプ - トゥトリンゲン区間を単線化した。その区間は現在まで単線である。1950年代末列車運行は戦争前の水準まで回復された。イタリア人労働者の流入でシュトゥットガルト - イタリア間列車は再び運行された。

### ドイツ鉄道時代
2003年ホーエンツォレルン地方鉄道（Hohenzollerische Landesbahn, HzL）の環状列車路線（Ringzug）がロトヴァイル - トゥトリンゲン区間に導入された。この二つの路線シスタムは既存の快速列車路線を補充する役割を果たす。それでドイツ鉄道停車場とDB駅施設・サーヴィス社（DB Station&Service）は廃止された停車場を再開業する上、新しい停車場も追加した。
2020年6月に、アベリオはシュトゥットガルト - テュービンゲンの区間の中距離列車の運営権を引き受けて列車運行を開始した。

## 運行形態

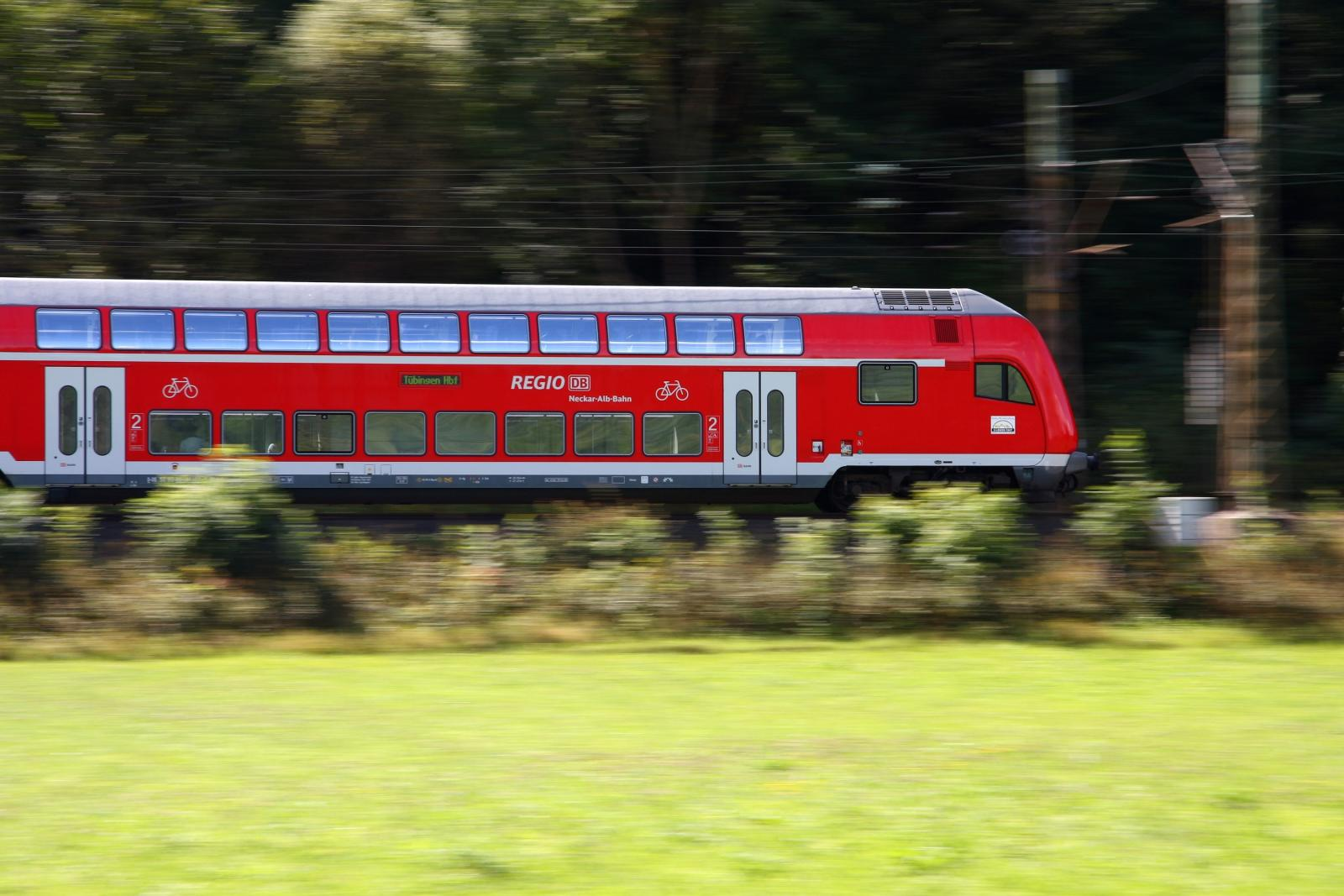
キルヒェンテリンスフルト近くを走行する快速列車

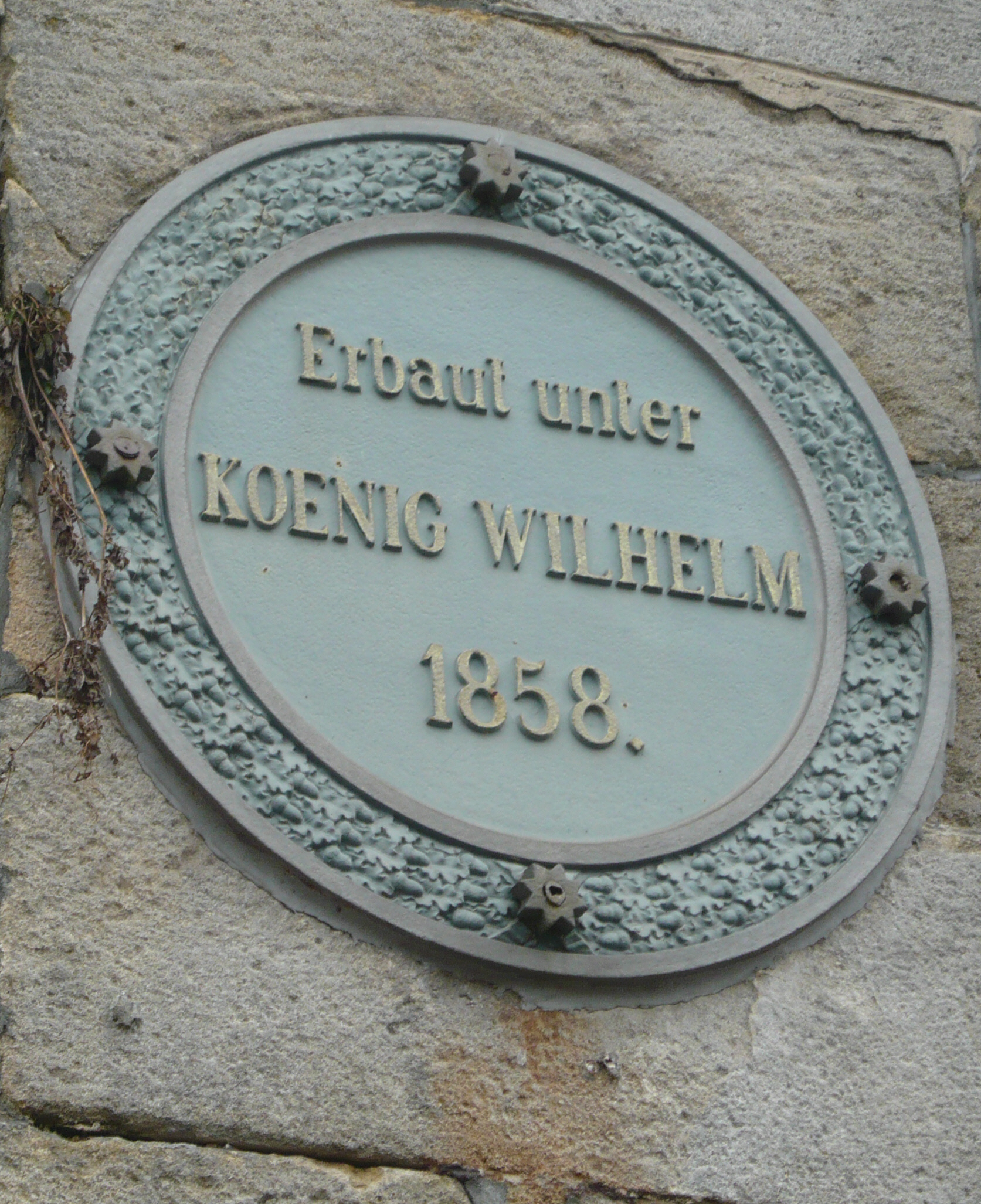
ニュルティンゲンのシュタインラッハ川鉄道橋の標識

### 旅客輸送
2009年12月の時刻表変更以降、ネッカーアルブ鉄道は長距離列車が二年間試験で運行された。ホルプ - トゥトリンゲン区間は現在優等列車が以下のように運行されている。
- IC 87: シュトゥットガルト - ホルプ - ロットヴァイル - トゥトリンゲン - ジンゲン - チューリヒ。60分間隔。使用車両はIC2のKISS。

地域運送の場合、運賃システムは以下のような運輸連合により管理されている。
- プロヒンゲン - ベンプフリンゲン区間: シュトゥットガルト運輸・運賃連合（Verkehrs- und Tarifverbund Stuttgart, VVS）[11]
- ベンプフリンゲン - アイアッハ区間: ネッカー＝アルプ＝ドナウ運輸連合（Verkehrsverbund Neckar-Alb-Donau, Naldo）[12]
- アイアッハ - ホルプ区間: フロイデンシュタット郡交通共同体（Verkehrs-Gemeinschaft Landkreis Freudenstadt, VGL）[13]
- ズルツ - イメンディンゲン区間: シュヴァルツヴァルト・バール・ホイベルク運輸連合（Verkehrsverbund Schwarzwald-Baar-Heuberg、商標名: move）[14]

一部の普通列車はドイツ鉄道の子会社である「DBアルプ＝ボーデン湖地域交通（DB ZugBus Regionalverkehr Alb-Bodensee, RAB）」により運営されている。
- 快速列車（IRE 6a/IRE 6b）: シュトゥットガルト - ロイトリンゲン - テュービンゲン - アウレンドルフ/ロッテンブルク。120分間隔。使用車両はDB612形気動車。
- 快速列車（IRE 6）: シュトゥットガルト - ロイトリンゲン - テュービンゲン。120分間隔。南西ドイツ交通（Südwestdeutsche Landesverkehrs-GmbH）運営。使用車両はタレント2。
- 快速列車（RE 14a）: シュトゥットガル - ヘレンベルク - オイティンゲン - ホルプ - ズルツ - オーベルンドルフ - ロトヴァイル。120分間隔。使用車両はDB3442形電車。
- 快速列車（RE 55）: フィリンゲン - イメンディンゲン - トゥトリンゲン - ジグマリンゲン - エーヒンゲン - ウルム。120分間隔。使用車両はDB612形気動車。
- 普通列車（MEX 12）: （ネッカーエルツ -）ハイルブロン - ビーティクハイム＝ビシンゲン - シュトゥットガルト - バート・カンシュタット - プロヒンゲン - ヴェンドリンゲン - オーバーボイヒンゲン - ニュルティンゲン - ベンプフリンゲン - メツィンゲン - ゾンデルフィンゲン - ロイトリンゲン - テュービンゲン。60分間隔。南西ドイツ交通（Südwestdeutsche Landesverkehrs-GmbH）運営[15]。使用車両はタレント2。
- 普通列車（MEX 18）: オスターブルケン - バート・フリードリクスハル - ハイルブロン - ビーティクハイム＝ビシンゲン - シュトゥットガルト - バート・カンシュタット - プロヒンゲン - ヴェンドリンゲン - ニュルティンゲン - メツィンゲン - ロイトリンゲン - テュービンゲン。60分間隔。南西ドイツ交通（Südwestdeutsche Landesverkehrs-GmbH）運営。使用車両はタレント2。
- 普通列車（RB 43）: ロトヴァイル - シュパイヒンゲン - トゥトリンゲン - イメンディンゲン - ブルムベルク・ツォルハウス。南西ドイツ交通（Südwestdeutsche Landesverkehrs-GmbH）運営。使用車両はレギオシャトルRS1。
- 普通列車（RB 63）: バート・ウーラッハ - メツィンゲン - ゾンデルフィンゲン - ロイティンゲン - ロイティンゲン西駅 - ベッツィンゲン - ヴァンヴァイル - キルヒェンテリンスフルト - ルストナウ - テュービンゲン - ヘレンベルク。60分間隔。使用車両はDB440形電車。
- 普通列車（RB 74）: テュービンゲン - ロッテンブルク（ネッカー） - アイアッハ - ホルプ - ホッホドルフ - ナーゴルト - カルヴ - プフォルツハイム。60分間隔。使用車両はDB650形気動車。
- Sバーン（S 1）: ヘレンベルク - ボェーフリンゲン - ロール - シュヴァープ街 - シュトゥットガルト - バート・カンシュタット - プロヒンゲン - ヴェルナウ - ヴェンドリンゲン - キルヒハイム (テク) 。30分間隔。使用車両はDB430形電車。

### 貨物輸送
ドイツ鉄道の「市場志向型の貨物供給」（Marktorientiertes Angebot Cargo, MORA C）という企業再生プログラムが行われた間に、HzLが2002年に、DBカーゴの前身であるレイリオン（Railion）に属したテュービンゲン - プロヒンゲン間のすべての貨物輸送を引き受けた。かなり多い需要にもかかわらず、HzLは数年後鉄道使用料に関する意見不一致のため、この事業から引き下がった。HzLはドッテルンハウゼンからトゥトリンゲンを経由しスイスに出入りするセメント輸送貨物列車を運用している。
定期的な貨物運送は今は、プロヒンゲンからヴェンドリンゲン及びその接続路線へ、ニュルティンゲン及びその接続路線へ、メツィンゲン及びその接続路線へ行われる。
ロイトリンゲン市はコンテナターミナル建設用地を長期間用意するために、旧貨物駅の土地を確保した。テュービンゲン旧貨物駅は2015年にほとんど売却されて、マンション・事務所用地に転換された。
2017年にラスタットトンネルが崩壊事故でライン谷線が一時的に閉鎖されたので、多くの貨物列車はテュービンゲン、ホルブ経由で迂回され、中距離列車の運行は部分的に取り消された。